# Andrew Carleton
Pour les articles homonymes, voir Carleton.
Andrew Carleton, né le 22 juin 2000 à Powder Springs, Géorgie aux États-Unis, est un joueur américain de soccer qui joue au poste d'ailier à l'Eleven d'Indy, en prêt de l'Atlanta United FC.

## Biographie

### En club
Andrew Carleton est né à Powder Springs, Géorgie aux États-Unis. Il est formé au Georgia United. Le 9 juin 2016 il rejoint l'Atlanta United FC où il devient le premier Homegrown Player.
Il est dans un premier temps prêté au Battery de Charleston en 2016, où il joue quatre rencontres. Il est de retour à Atlanta à la fin de cette année. 
Carleton joue son premier match pour Atlanta le 21 mai 2017, lors d'une rencontre de MLS face au Dynamo de Houston. Il entre en jeu ce jour-là à la place de Miguel Almirón en fin de partie et son équipe s'impose sur le score de quatre buts à un.
Le 7 juin 2018 il inscrit son premier but lors de la rencontre de Coupe des États-Unis face à son ancien club du Battery de Charleston. Ce jour-là, Atlanta s'impose par trois buts à zéro.
Carleton est prêté pour la saison 2020 au club de l'Eleven d'Indy le 24 janvier 2020.

### En sélection
Avec les moins de 17 ans, il participe au championnat de la CONCACAF des moins de 17 ans en 2017. Les joueurs américains s'inclinent en finale face au Mexique, Carleton est le seul buteur américain de la partie en ouvrant le score à le 62e minute ce jour-là, mais l'égalisation en fin de match des Mexicains mène les deux équipes aux tirs au but, où les États-Unis sont battus.

## Palmarès
- Finaliste du championnat de la CONCACAF des moins de 17 ans en 2017 avec l'équipe des États-Unis des moins de 17 ans.